# Jahrbuch für Universitätsgeschichte
Das Jahrbuch für Universitätsgeschichte (JbUG) ist eine jährlich erscheinende Sammlung mit Beiträgen zur Wissenschafts- und Universitätsgeschichte. Es wird seit 1998 im Franz Steiner Verlag in Stuttgart verlegt.
Im Jahrbuch für Universitätsgeschichte werden Abhandlungen und Forschungsberichte, Miszellen, Beiträge aus Universitätsarchiven und Rezensionen veröffentlicht. 
Das Jahrbuch für Universitätsgeschichte entsteht in Zusammenarbeit mit der Gesellschaft für Universitäts- und Wissenschaftsgeschichte. Begründet wurde es von Rüdiger vom Bruch. Herausgeber sind Wolfgang Eric Wagner und Martin Kintzinger, daneben werden in einzelnen Jahrgängen weitere Gastherausgeber ausgewiesen.
Zum Beirat des Jahrbuches für Universitätsgeschichte gehören:
- Robert D. Anderson, Großbritannien
- Michael Borgolte, Berlin
- Marian Füssel, Göttingen
- Notker Hammerstein, Frankfurt am Main
- Akira Hayashima, Japan
- Walter Höflechner, Österreich
- Konrad Jarausch, Potsdam
- Dieter Langewiesche, Tübingen
- Charles E. McClelland, Vereinigte Staaten
- Sylvia Paletschek, Freiburg i. Br.
- Hilde De Ridder-Symoens, Belgien
- Rainer Christoph Schwinges, Schweiz